# Hafez Bashar al-Assad
Hafez Bashar al-Assad (En árabe, حافظ بشار الأسد), nacido el 4 de diciembre de 2001, es el hijo mayor del ex presidente sirio Bashar al-Assad y su esposa Asma al-Assad. Fue considerado un posible sucesor de su padre antes de la caída del régimen de Assad el 8 de diciembre de 2024.

## Vida personal
Assad nació en Damasco el 4 de diciembre de 2001 y también se crió allí. Recibió su nombre en honor a su abuelo, el ex presidente de Siria Hafez al-Assad. En su juventud, asistió a la escuela Montessori junto con su hermana y su hermano. También asistieron a una escuela de idiomas en el distrito de Baramkeh de Damasco.
Assad recibió atención de los medios en 2013 cuando una cuenta de Facebook atribuida a él publicó una crítica al ejército estadounidense a raíz del ataque químico de Ghouta. Sin embargo, tanto figuras de la oposición siria como medios de comunicación externos cuestionaron la autenticidad del relato, posteriormente eliminado.
En 2020, el Departamento de Estado de Estados Unidos impuso sanciones a Assad en relación con sanciones anteriores dirigidas al régimen de su padre. Como resultado, no se le permite viajar ni poseer activos en los Estados Unidos. Según se informa, en diciembre de 2024 huyó de Siria a Rusia.
Assad habla inglés con fluidez. También habla ruso.

## Concursos de matemáticas
Assad ha descrito las matemáticas a los medios como su "pasión de la infancia". Participó en la Olimpiada Internacional de Matemáticas, representando a Siria, de 2016 a 2018.
- Olimpiada Internacional de Matemáticas de 2016 (Hong Kong): Ocupó el puesto 355 entre 602 en total y el 4.º entre 6 en el equipo sirio.[18]
- Olimpiada Internacional de Matemáticas 2017 (Río de Janeiro): Ocupó el puesto 528 de 615 en total y el 6.º de 6 en el equipo sirio.[19]
- Olimpiada Internacional de Matemáticas 2018 (Cluj-Napoca): Ocupó el puesto 486 de un total de 594 y el 6.º de 6 en el equipo sirio.[18]

La participación de Assad en la Olimpiada Internacional de Matemáticas ha sido criticada por algunos observadores externos, que consideran su inclusión en el equipo sirio como resultado del nepotismo. Sin embargo, esto ha sido negado por un representante del gobierno sirio, alegando que Assad se clasificó en una competencia justa para obtener un lugar en el equipo.

## Puntos de vista políticos
Durante la OMI de 2017, Assad fue entrevistado por el periódico brasileño O Globo. Cuando le preguntaron si su padre era un dictador, lo defendió diciendo: "Sé qué clase de hombre es mi padre. La gente dice muchas cosas, muchos son ciegos. Pero esa no es la realidad". También se puso del lado de su padre en el conflicto, diciendo: "No es una guerra civil, es gente que se está apoderando de nuestro hogar. Es una guerra contra el pueblo. La población y el gobierno están unidos contra los invasores que se están apoderando del país".

## Educación
En 2015, Assad recibió su certificado de educación primaria de la Escuela Naeem Maasarani en Damasco con una calificación final de 2983 sobre 3000.
En 2018, Assad recibió su certificado de educación secundaria de la escuela Sawa y Montessori en Damasco con una calificación final de 2672 de 2900.
En 2016, se anunció que Assad completaría su educación superior en Rusia. Antes de matricularse en la Universidad Estatal de Moscú, estudió durante un tiempo en el Instituto Superior de Ciencias Aplicadas y Tecnología de Damasco. En 2023, Assad se graduó con honores de una maestría en matemáticas en la Facultad de Mecánica y Matemáticas de la Universidad Estatal de Moscú. Escribió su tesis sobre el tema de la teoría de números.